# Bibi-la-Purée (film, 1935)
Pour les articles homonymes, voir Bibi-la-Purée (homonymie).
Pour plus de détails, voir Fiche technique et Distribution.
Bibi-la-Purée est un film français réalisé par Léo Joannon, sorti en 1935.
Il s'agit d'un remake du film de Maurice Champreux portant le même titre, sorti en 1925, lui-même adapté de la même pièce d'Alexandre Fontanes et André Mouëzy-Éon, elle-même inspirée par André-Joseph Salis de Saglia dit Bibi-la-Purée. 

## Synopsis
Un faux crime dans lequel Bibi-la-Purée, un personnage pittoresque de Montmartre, et son ami Bob se trouvent compromis. Ce premier amène le juge à reconnaitre un lien de parenté avec Bob. Le juge les recueille dans sa propriété au lieu de les envoyer en prison.

## Fiche technique
- Titre : Bibi-la-Purée
- Réalisateur : Léo Joannon
- Scénariste : Léo Joannon, d'après la pièce d'Alexandre Fontanes et André Mouëzy-Éon
- Photographie : Robert Lefebvre
- Musique : Albert Valsien
- Pays de production : France
- Langue : Français
- Société de production : Roxy Films
- Distribution : La Compagnie Parisienne de Location de Films
- Format : Noir et blanc - Son mono - 1,37:1
- Genre : Comédie
- Durée : 95 minutes
- Date de sortie : 
  - France : 22 février 1935

sources : UniFrance Films et IMDb

## Distribution
- Georges Biscot : Bibi-la-Purée
- Josette Day : Jacqueline
- Andrée Ducret
- Raymond Galle
- Jeanne Helbling : Léa
- Pierre Labry
- Pierre Magnier : Duranton
- Véra Markels
- Jeanne Bérangère
- Clary Monthal
- Félix Oudart  : Maître Henri-Albert
- Ketty Pierson
- Maurice Rémy : La Sangsue